# رینو ساشیهارا
رینو ساشیارا (指原莉乃، Sashihara Rino؛ 21 نوامبر 1992) یک تارنتو ، خواننده، تهیه کننده و بازیگر ژاپنی است. او به عنوان عضو سابق گروه های آیدول HKT48 ، ای‌کی‌بی ۴۸ و STU48 شناخته شده است. 